# Almo Coppelli
Pas d'image ? Cliquez ici
Almo Coppelli (né le 22 février 1956) à Milan en Italie est un ancien pilote de course automobile international italien qui a notamment participé à différentes saisons du Championnat du monde des voitures de sport.

## Palmarès

### Résultats aux24 heures du Mans
| Année | Écurie                   | Copilotes                              | Voiture                        | Classe | Tours       | Pos. | Class Pos. |
| ----- | ------------------------ | -------------------------------------- | ------------------------------ | ------ | ----------- | ---- | ---------- |
| 1984  | Scuderia Jolly Club      | Davide Pavia (de) Guido Daccò (en)     | Alba AR2 (de)                  | C2     | 261         | 19e  | 5e         |
| 1985  | Kreepy Krauly Racing     | Graham Duxbury (en) Christian Danner   | March 85G                      | C1     | 269         | 22e  | 16e        |
| 1988  | BP Spice Engineering     | Thorkild Thyrring Eliseo Salazar       | Spice SE88C                    | C2     | 281         | Abd. | Abd.       |
| 1991  | Veneto Equipe            | Luigi Giorgio (de)                     | Lancia LC2                     | C2     | 111         | Abd. | Abd.       |
| 1992  | Porsche Kremer Racing    | Robin Donovan Charles Rickett (en)     | Porsche 962 CK6                | C3     | 297         | 11e  | 3e         |
| 1993  | Porsche Kremer Racing    | Robin Donovan Steve Fossett            | Porsche 962 CK6                | C2     | 204         | Abd. | Abd.       |
| 1994  | Agusta Racing Team       | Riccardo Agusta (de) Michel Krine (de) | Callaway Corvette SuperNatural | GT1    | 96          | Abd. | Abd.       |
| 1995  | Agusta Racing Team       | Thorkild Thyrring Patrick Bourdais     | Callaway Corvette SuperNatural | GT2    | 76          | Abd. | Abd.       |
| 1996  | Agusta Racing Team, Ltd. | Riccardo Agusta Patrick Camus          | Callaway Corvette              | GT2    | 114         | Abd. | Abd.       |
| 1997  | Agusta Racing Team Ltd.  | Riccardo Agusta Éric Graham (en)       | Callaway Corvette LM-GT        | GT2    | 45          | Abd. | Abd.       |
| 1998  | Kremer Racing            | Riccardo Agusta Xavier Pompidou        | Porsche 962 CK6                | LMP1   | Kremer K8/2 | 12e  | 2e         |

### Résultats aux12 heures de Sebring
| Année | Écurie                | Copilotes     | Voiture     | Classe | Tours | Pos. | Class Pos. |
| ----- | --------------------- | ------------- | ----------- | ------ | ----- | ---- | ---------- |
| 1991  | Spice Engineering USA | Jay Hill (en) | Spice SE90P | Lights | 265   | 15e  | 2e         |